# Альбертіна Монтенуово
Альбертіна де Монтенуово (нім. Albertine von Montenuovo, італ. Albertina di Montenuovo, 1 травня 1817—26 грудня 1867) — представниця італійської знаті XIX століття, донька колишньої дружини Наполеона Бонапарта Марії-Луїзи Австрійської та австрійського фельдмаршала Адама фон Нейпперга, дружина графа Фонтанеллато Луїджі Санвітале.

## Біографія
Батько Альбертіни, Адам Нейпперг, був тим, хто привіз до австрійського двору звістку про поразку Наполеона в Лейпцизькій битві. За це він отримав титул генерал-фельдмаршала. Після взяття Парижа весною 1814 року та італійської кампанії йому було доручено супроводжувати колишню французьку імператрицю Марію-Луїзу на води в Е та Швейцарію. Там і відбулося їх зближення. На Віденському конгресі Нейпперг був призначений обер-шталмейстером Марії-Луїзи та главнокомандувачем військ Пармського герцогства, що було у її віданні. У березні 1816 року вони разом поїхали до Парми.
Через рік народилася їх перша донька, яку назвали Альбертіна Марія. Дівчинка з'явилася на світ в містечку Луго, що на північному сході Італії. Новонародженій було дано прізвище Монтенуово, що є майже дослівним перекладом прізвища Нейпперг з німецької на італійську (Neuberg-нова гора). Їй були даровані титули графині Монтенуово, графині Нейпперг та принцеси Парми, Пьяченци та Гвасталли. Через два роки в неї з'явився молодший брат Вільгельм. Оскільки, вони були народжені поза шлюбом, мати не могла визнати їх своїми і це дуже її засмучувало. Відразу після народження вони були віддані під нагляд доктора Джузеппе Россі. Батьки відвідували дітей таємно, але не зважаючи на це, про існування Альбертіни і Вільгельма було відомо і в Пармі, і в Австрії.
Після смерті Наполеона I 5 травня 1821 року Марія-Луїза змогла нарешті узаконити свої відносини з Нейппергом. 8 серпня вона вступила з ним у морганатичний шлюб. Альбертіна з братом продовжували жити у прибічному приміщенні Палацу Дожів. За ними доглядали економка та гувернантка. Від цього моменту мати могла проводити набагато більше часу разом із своїми дітьми.
Наступного року вона народила ще одну доньку, яку назвали Матильдою, а 1823 — сина Густава. Але обоє померли відразу після народження.

Із Адамом Нейппергом Марія-Луїза прожила вісім років до його смерті у 1829. У заповіті фельдмаршала йшлося про морганатичний шлюб та двох дітей, що залишилися від нього. Марія-Луїза підтвердила це шляхом письмового зізнання. Але в Австрії все одно відмовилися визнати її дітей.

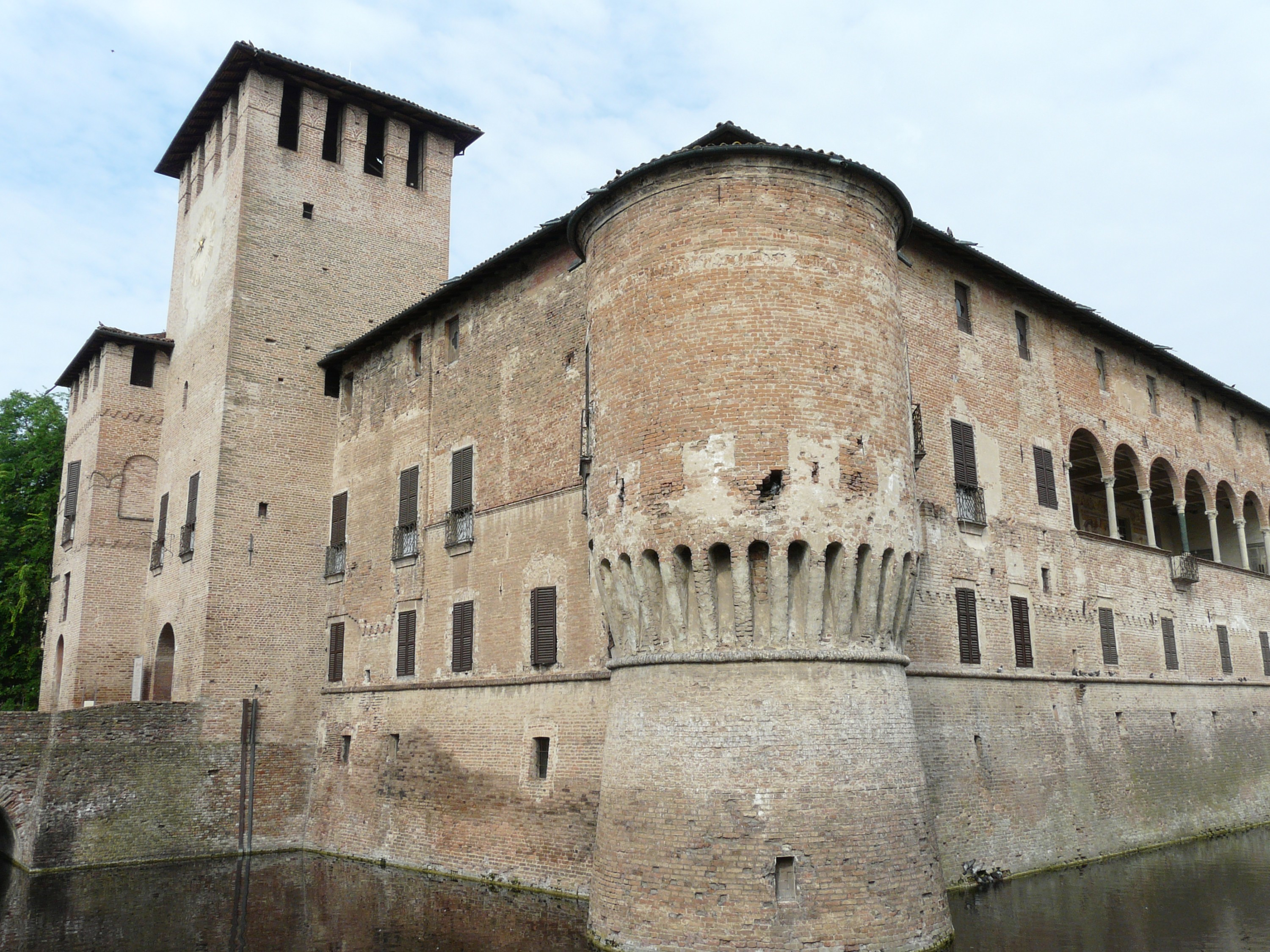
Замок Фонтанеллато

28 жовтня 1833 року шістнадцятирічна Альбертіна одружилася із 33-річним Луїджі Санвітале, графом Фонтанеллато, що був представником старовинного дворянського роду.Після одруження Альбертіна стала носити титул графині Фонтанателло і Ночетто. Цей шлюб викликав багато критики, особливо через те, що граф мав любовний зв'язок із матір'ю нареченої. Попри це, шлюб виявився щасливим і гармонійним. У ньому Альбертіна народила чотирьох дітей, з яких вижили два сини. 
Бабуся Марія-Луїза обожнювала онуків і проводила з ними багато часу. Альбертіна підтримувала із матір'ю тісний контакт. Але оскільки вони з братом були позашлюбними, то не могли успадкувати її маєтки. Тож після смерті Марії-Луїзи у 1847 році вони отримали по 300 тисяч гульденів кожен і речі, що мали особисте значення. Герцогство ж було передано Пармським Бурбонам, що правили ним до наполеонівських війн. Через два роки під час народних заворушень чоловік Альбертіни, Луїджі Санвітале, певний час очолював тимчасовий уряд Парми. Після 1854 року вони вели звичайне життя у родовому замку Санвітале. У 1860 Луїджі обрали сенатором.
Альбертіна померла взимку 1867 року. Похована в абатстві Сан Джованні Євангеліста. Її чоловік помер 1876, побачивши одруження сина і народження онуків.

## Вшанування пам'яті
На честь Альбертіни Санвітале названо інститут гуманітарних наук у Пармі.

## Родина
Чоловік — Луїджі Санвітале, граф Фонтанеллато 
ДІти:
- Альберто (1834—1907) — граф Фонтанеллато, одружений із Лаурою Мальвецці де Медічі, мав сина та двох доньок.
- Марія (1836)
- Стефано (1838—1914) — граф Фонтанеллато.
- Луїза (1840)